# Ордоньес, Ильда
И́льда Ордо́ньес (исп. Hilda Ordóñez Andrade; род. 21 сентября 1973 года, Варнес, департамент Санта-Крус) — боливийская учительница по физвоспитанию и футбольный тренер. В 2013 году стала первой женщиной в боливийском футболе, ставшей главным тренером мужского профессионального клуба («Спорт Бойз Варнес»).

## Биография
Ильда Ордоньес родилась в Варнесе в 1973 году. Получила образование в области физического воспитания. В 2008 году поступила на работу в Ассоциацию футбола Санта-Круса, где занималась физической подготовкой футболистов. Кроме того, она работала учителем по физвоспитанию в колледже им. Вальтера Асильяса Берналя в Варнесе.
В 2013 году Ордоньес стала работать главным секретарём в клубе Примеры «Спорт Бойз Варнес». В конце ноября после поражения от «Стронгеста» в отставку подал аргентинский тренер «Спорт Бойз» Эдгардо Мальвестити. В следующей игре 3 декабря в игре с «Хорхе Вильстерманном» обязанности главного тренера исполнял Серхио Гарларса. После того, как переговоры с Хулио Сесаром Бальдивьесо зашли в тупик, президент клуба Марио Кронембольд назначил Ильду на должность исполняющего обязанности главного тренера. До конца Апертуры нужно было провести ещё три матча.
В первой же игре под руководством тренера-женщины «Спорт Бойз Варнес» разгромил на своём поле пятикратного чемпиона Боливии «Ориенте Петролеро» — 4:0. Вторая игра ознаменовалась грубостью и сексистскими высказываниями со стороны тренера соперников «Спорт Бойз Варнес» — наставника «Реал Потоси» Маурисио Сории. Сория во время игры «Реала» со «Спорт Бойз» кричал на свою коллегу по тренерскому цеху, спрашивая: «Что ты здесь делаешь? Иди мой посуду и горшки!». Ордоньес решила не подавать на оппонента в суд, заявив, что «Сория был великим игроком и является отличным тренером, но как человек оставляет желать лучшего. Я не буду ничего делать, невеждам нужно отвечать путём их игнорирования». Игра завершилась 2:1 в пользу «Реала» из Потоси. Последнюю игру под руководством Ильды Ордоньес футболисты «Спорт Бойз Варнес» провели 22 декабря, сыграв дома вничью 0:0 с «Университарио» (Сукре). 27 декабря 2013 года новым главным тренером команды стал чемпион мира 1986 года аргентинец Нестор Клаусен.
В то время как Ильда Ордоньес тренировала «Спорт Бойз Варнес», она не получала за это зарплату, поскольку формально числилась в клубе главным секретарём и не имела профессиональной тренерской лицензии. Большинство тренеров боливийской Примеры, комментируя назначение на пост главного тренера женщины, отвечали, что именно отсутствие этой лицензии является «непорядком». Ордоньес является приверженцем атакующего футбола и тактической схемы 4-4-2.
После завершения тренерской деятельности в «Спорт Бойз Варнес» Ильда Ордоньес вернулась к преподаванию физвоспитания.